# Први вртић
Први вртић у Вотертауну је зграда у Сједињеним Америчким Државама, отворена 1856. године. Додата је у Национални регистар историјских места 23. фебруара 1972. године због значаја за историју образовања.

## Историја
Маргарета Шурц рођена је у Хамбургу, у Немачкој. Са шеснаест година је слушала низ предавања немачког васпитача Фридриха Фребела. У то време су на малу децу често гледали као на мале звери које треба припитомити како би могли постати продуктивни радници. Уместо тога, Фребел је код деце видео природну радозналост коју је подстицао игром, пажљиво одабраним играчкама, музиком, причама и проучавањем природе. Упоређивао је децу са биљкама и учитеља са баштованом који им помаже да расту и цветају - отуда је и настао израз ,,дечји врт".
Породица Маргарете је била успешна и друштвено прогресивна, подржавали су уједињење многих малих немачких држава у једну демократску нацију. Након губитка у револуцијама 1848/49, део породице напустио је Немачку. У Лондону је Маргаретина сестра основала вртић, а Маргарита јој је помагала, стекавши искуство. Тамо се удала за Карла Шурца, колегу који је побегао из Немачке након што се у револуцијама борио као официр за поражену страну. Доселили су се у САД 1852. године, а 1856. преселили се у Вотертаун.
У то време Маргарета је имала трогодишњу ћерку Агату. Основала је вртић у свом дому, за своју ћерку и четири рођака, држећи часове немачког. Убрзо су и други показали интересовање да упишу своју децу, па је Маргарета проширила и преселила свој вртић у малу зграду, у граду. Та зграда је тема овог чланка, у њој је смештен први вртић у САД-у. Маргарета је вртићем управљала све до 1858. године, када су се Шурци преселили у Милвоки. Карл је постао адвокат Републиканске странке, главни заговорник Абрахама Линколна међу немачким-Американцима, генерал-мајор, током грађанског рата, и амерички министар унутрашњих послова.
Након што су отишли, вртић Вотертаун радио је до Првог светског рата, када је затворен. Претворен је у школску кућу. Године 1956. наређено је рушење, али Историјско друштво Вотертаун ју је пребацио на другу локацију. Сада служи као музеј.
Кућа Шурца, у којој је Маргарета отворила свој вртић, је изгорела и више не постоји, тако да је ова школска кућа најбољи представник првог вртића. Пошто је ова зграда пресељена са своје првобитне локације и значајно измењена, Национални регистар историјских места не сматра је великим архитектонским значајем. Сматра се да је значајна за историју образовања на националном нивоу, јер је Шурцова школа у Вотертауну била први вртић у САД-у.